# Clarence Williams
Clarence Williams, född 8 oktober 1898 (enligt vissa källor 1893) i Plaquemine i Louisiana, död 6 november 1965 i Queens i New York, var en svart amerikansk jazzmusiker (främst pianist), sångare, kompositör, orkesterledare, musikförläggare, producent och skivbolagsman. Han gjorde en lång rad skivinspelningar mellan 1921 och 1940, av vilka särskilt de med hans "Blue Five" från 1923-1924 räknas som jazzhistoriskt betydelsefulla genom att de sammanförde två av tidens främsta jazzsolister, Louis Armstrong och Sidney Bechet. Som kompositör ligger Williams bakom ett flertal melodier som kommit att ingå i jazzens standardrepertoar.

## Vokalister som Williams ackompanjerade på skiva
| - Texas Alexander (Okeh 1928) - Lil Armstrong (Columbia 1932) - Anna Bell (Okeh 1928) - Bessie Brown (Banner 1926) - Laura Bryant (QRS/Paramount 1929) - Butterbeans & Susie (Okeh 1924-1927) - Dora Carr (Okeh 1924-1925) - Rosetta Crawford (Okeh 1923) - Cora Garner (Columbia 1932) - Horace George (Okeh 1924) - Fannie Mae Goosby (Okeh 1923) - Annette Hanshaw (Harmony 1928-1929) - Lucille Hegamin (Columbia 1926) - Katherine Henderson (QRS 1928) | - Alberta Hunter (Okeh 1926) - Bertha Idaho (Columbia 1929) - Willie Jackson (Columbia 1926) - Edith North Johnson (QRS 1928) - Elizabeth Johnson (Okeh 1926) - Elvira Johnson (Gennett 1926) - Margaret Johnson (Okeh 1923-1925) - Maggie Jones (Columbia 1926) - May Kelly (Okeh 1928) - Virginia Liston (Okeh 1923-1925) - Billy & Mary Mack (Okeh 1926) - Sara Martin (Okeh & QRS 1922-1928) - Lizzie Miles (Columbia 1928) - Irene Mims (Okeh & Vocalion 1928) | - Andy Pendleton (Okeh 1928) - Sam Robinson (Okeh 1925) - Irene Scruggs (Okeh 1924) - Bessie Smith (Columbia 1923, 1926 & 1929-1931) - Clara Smith (Columbia 1931) - Hazel Smith (Okeh 1928) - Laura Smith (Okeh 1924-1926) - Mamie Smith (Okeh 1923) - Victoria Spivey (Okeh 1928) - Eva Taylor (Black Swan, Okeh, Columbia & Edison 1922-1933) - Charles & Effie Tyus (Okeh 1924-1925) - Sippie Wallace (Okeh 1924) - Ethel Waters (Columbia 1928) - Margaret Webster (Velvet Tone 1930) |

### Kända kompositioner
- Baby Won't You Please Come Home
- Gulf Coast Blues
- I Can't Dance, I've Got Ants In My Pants
- Pa-Pa-De-Da-Da
- Royal Garden Blues
- Sister Kate (Williams upphovsmannskap till denna melodi är dock omstritt)
- Squeeze Me
- Sugar Blues
- T'ain't Nobody's Bizness If I Do
- West End Blues